# Ferdinandus Oesterhoff

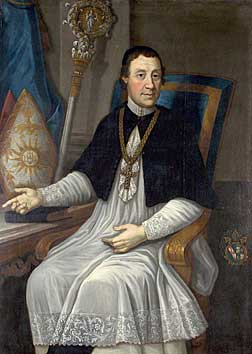
Ferdinand Oesterhoff, 42. Abt von Marienfeld

Johannes Ferdinand Oesterhoff OCist (* 30. Oktober 1672 in Münster; † 22. Oktober 1748 in Marienfeld) war römisch-katholischer Geistlicher, Abt des Klosters Marienfeld und Weihbischof in Münster. 

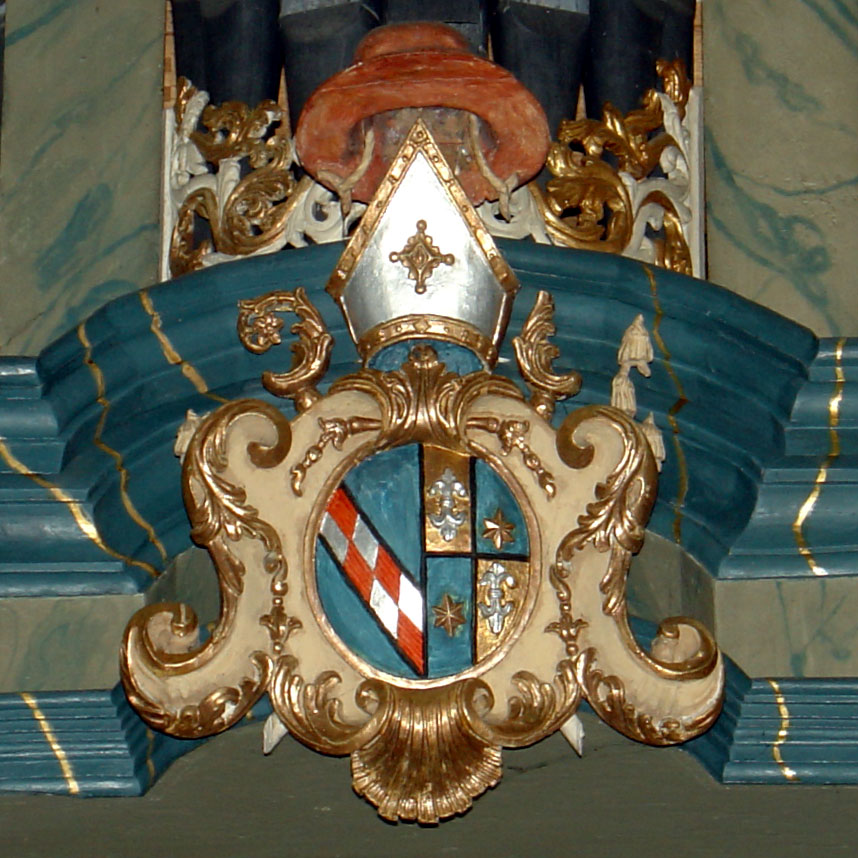
Wappen des Abtes an der Marienfelder Orgel

## Leben
Ferdinand Oesterhoff trat am 25. November 1692 in das Zisterzienserkloster Marienfeld ein und legte am 8. Dezember 1693 seine Profess ab. Er wurde am 4. April 1699 zum Priester geweiht und war dann Prior und Cellerar der Abtei Marienfeld. Am 3. Februar 1717 wurde er unter der Wahlleitung des Abtes Laurentius Kremper von Hardehausen zum 42. Abt von Marienfeld – und damit zugleich zum Kommendatarabt des in der Reformation lutherisch gewordenen Klosters Riddagshausen – gewählt. Die Benediktion erhielt er im Kloster Himmerod vom dortigen Abt Robert Bootz. Gleich nach seiner Wahl, noch im Frühjahr 1717, ließ er den südlichen Flügel der Abtei vollenden. Im Sommer 1717 ließ er an der Südseite der Klosterkirche eine Marienkapelle einrichten. 
Am 20. Dezember 1723 wurde er zum Weihbischof in Münster und zum Titularbischof von Agathonice ernannt. Die Bischofsweihe spendete ihm der Paderborner Weihbischof Pantaleon Bruns OSB am 22. Januar 1724.
Am 22. Januar 1746 trat Oesterhoff von seinem Bischofsamt und als Abt von Marienfeld zurück. Im Alter von 75 Jahren starb er zweieinhalb Jahre später, am 22. Oktober 1748, und wurde im Kloster Marienfeld in der Nähe der Sakristei vor dem Altar des Heiligen Bernhard begraben.

## Weihehandlungen
Das Weiheregister Oesterhoffs ist nur in Teilen erhalten geblieben. Es beginnt am 15. April 1724 und schließt mit dem 22. Dezember 1731. Er vollzog die Weihen zumeist in der Nicolaikapelle auf dem Domhof in Münster oder in der Pfarrkirche von Sassenberg. 681 Priesteramtskandidaten erteilte er die Tonsur, 643 die Niederen Weihen, weihte 554 Subdiakone, 519 Diakone und 532 Priester. In der letzten Gruppe waren 26 Ausländer, 249 Ordenspriester sowie 257 Weltpriester des Bistums Münster.